# Félix Moloua
 (février 2022).
Si vous disposez d'ouvrages ou d'articles de référence ou si vous connaissez des sites web de qualité traitant du thème abordé ici, merci de compléter l'article en donnant les références utiles à sa vérifiabilité et en les liant à la section « Notes et références ».
Félix Moloua est un homme d'État centrafricain, né en 1957. Après avoir été ministre du gouvernement centrafricain depuis 2016 et ministre d'État du Gouvernement Dondra en 2021, il est nommé Premier ministre de la République centrafricaine depuis le 7 février 2022.

## Biographie
Félix Moloua est mathématicien et a travaillé comme enseignant et chercheur en démographie. 
Il est ministre de l'Économie de 2016 jusqu'à sa nomination au poste de Premier ministre, il conserve la fonction de ministre d’État au Plan et à l’Économie de son propre gouvernement.

## Distinctions
- Grand officier de l'ordre du Mérite centrafricain, depuis le 29 avril 2022[3].